# Шульце-Приска, Вальтер
Вальтер Шульце-Приска (нем. Walter Schulze-Prisca; 18 мая 1880, Галле (Саксония-Анхальт) — после 1957) — немецкий скрипач.
В 1888 году вместе с семьёй переехал в США, с восьмилетнего возраста играл в Чикаго на танцевальных вечерах. В 14 лет поступил в Чикагский музыкальный колледж, учился у Йозефа Ольхайзера и Симона Якобсона, одновременно в 1898—1903 годах играл в Чикагском симфоническом оркестре. В 1903 году отправился совершенствовать исполнительское мастерство в Европу, учился в Праге у Отакара Шевчика, в Лондоне у Леопольда Ауэра и в Брюсселе у Эжена Изаи.
В 1907—1909 годах работал в Дортмунде как скрипач и педагог, затем был профессором Вюрцбургской консерватории. В Вюрцбурге играл на скрипке в струнном квартете, основанном Германом Риттером (три других струнных инструмента принадлежали к специфическому семейству, изобретённому Риттером). В 1909 году женился на своей соученице по классу Шевчика в Праге, скрипачке Мими Буссиус, с которой часто выступал дуэтом.
После Первой мировой войны обосновался в Кёльне, где в течение всех межвоенных лет пользовался наибольшей известностью как примариус струнного Квартета Приски (нем. Prisca-Quartett). Квартет выступал в Германии, Швейцарии, Италии, Латвии, Эстонии, записал в 1930-е годы ряд произведений Йозефа Гайдна, Людвига ван Бетховена, Франца Шуберта и Антона Брукнера. В то же время, по воспоминаниям некоторое время игравшего в квартете виолончелиста Миши Шнайдера, Шульце-Приска был весьма консервативен и с ужасом отказывался от предложений включить в репертуар квартеты Хиндемита, Бартока или Шёнберга. В разное время партию второй скрипки в квартете исполняли жена Шульце-Приски Мими, Уилл Смит, Хайнц Шкоммодан, партию альта — Эрих Краак и Ойген Кёрнер, партию виолончели Шнайдер и Ханс Мюнх-Холланд. Для квартета Приски были написаны все струнные квартеты Райнхарда Оппеля; квартет стал первым исполнителем юношеского Первого струнного квартета Юрга Баура (1935). Помимо квартетной игры Шульце-Приска преподавал в Кёльнской консерватории, среди его учеников, в частности, Херман Хагештедт.
Опубликовал методическое пособие «Разработка смычкового штриха при игре на скрипке» (нем. Die Entwicklung des Bogenstriches auf der Violine; 1926) и переложение Концерта для скрипки с оркестром Феликса Мендельсона для скрипки и фортепиано.
Имя Шульце-Приски закрепилось за скрипкой Гварнери, на которой он играл.